# Liste der zerstörten Siedlungen im Großen Nordischen Krieg
Die Liste der zerstörten Siedlungen im Großen Nordischen Krieg enthält alle Siedlungen, die von den Streitkräften der kriegführenden Staaten im Krieg von 1700 bis 1721 zerstört wurden.

## Überblick
Derzeit geht die Forschung von einer Einhegung des Krieges im Zeitalter stehender Heere während des Absolutismus aus. Der ungebremsten Radikalisierung des Krieges und der Gewalt an der Zivilbevölkerung in einer bewaffneten Auseinandersetzung wie es bei den Söldnerheeren im Dreißigjährigen Krieg die Regel war, sollte durch magazinversorgte und gedrillte Heere begegnet werden.
Die Niederbrennung ganzer Städte während des Nordischen Krieges zeigt auf, dass die Zivilbevölkerung nicht nur indirekt, sondern direkt in die Kampfhandlungen einbezogen wurde.
Die Einäscherung von Altona als bekanntes Beispiel steht keineswegs alleine. Gartz an der Oder und Wolgast gingen nur ein Jahr später, von russischen Truppen angezündet, in Flammen auf. Die Einäscherung Anklams verhinderte in letzter Minute ein dänischer Offizier. Zu Ende des Krieges gingen durch die Russischen Verwüstungen in Schweden mehr als ein Dutzend Städte in Flammen auf. Während die Zerstörung von Städten durch westliche Armeen zur großen Ausnahme im 18. Jahrhundert zählte, war sie für die russische Kriegsführung noch probates Mittel zur Erreichung der eigenen Ziele. Die Erschießung von Kriegsgefangenen, die Verschleppung von Zivilisten in die Sklaverei, Massaker an Zivilisten wie beim Fall Narvas 1704, die Köpfung unliebsamer politischer Gegner sowie der Einsatz von Giften sind nur einige Beispiele, wie die militärische Kriegsführung im Ostseeraum die Zivilbevölkerung in Mitleidenschaft zog.

## Liste der zerstörten Siedlungen
| Stadt             | Staat                                        | Jahr             | Aggressor         | Bild |
| ----------------- | -------------------------------------------- | ---------------- | ----------------- | ---- |
| Marienburg        | Schwedisch-Livland, Schwedisches Reich       | 1702             | Zarentum Russland |      |
| Wolmar            | Schwedisch-Livland, Schwedisches Reich       | 1702             | Zarentum Russland |      |
| Wesenberg         | Schwedisch-Estland, Schwedisches Reich       | 1704             | Zarentum Russland |      |
| Baturyn           | Ukraine, Russisches Zarentum                 | 1708             | Zarentum Russland |      |
| Wepryk (Myrhorod) | Ukraine, Russisches Zarentum                 | 1708             | Schweden          |      |
| Gartz (Oder)      | Schwedisch-Pommern, Schwedisches Reich       | 1713             | Zarentum Russland |      |
| Altona            | Herzogtum Holstein, Heiliges Römisches Reich | 1713             | Schweden          |      |
| Wolgast           | Schwedisch-Pommern, Schwedisches Reich       | 1713             | Zarentum Russland |      |
| Helsingfor        | Finnland, Schwedisches Reich                 | 1713             | Schweden          |      |
| Öregrund          | Schweden                                     | 1719             | Zarentum Russland |      |
| Östhammar         | Schweden                                     | 1719             | Zarentum Russland |      |
| Forsmark          | Schweden                                     | 1719             | Zarentum Russland |      |
| Lövstabruk        | Schweden                                     | 1719             | Zarentum Russland |      |
| Norrtälje         | Schweden                                     | 1719             | Zarentum Russland |      |
| Djurö             | Schweden                                     | 1719             | Zarentum Russland |      |
| Sandhamn          | Schweden                                     | 1719             | Zarentum Russland |      |
| Trosa             | Schweden                                     | 1719             | Zarentum Russland |      |
| Nyköping          | Schweden                                     | 1719             | Zarentum Russland |      |
| Norrköping        | Schweden                                     | 1719             | Zarentum Russland |      |
| Umeå              | Schweden                                     | 1714, 1720, 1721 | Zarentum Russland |      |
| Söderhamn         | Schweden                                     | 1721             | Zarentum Russland |      |
| Hudiksvall        | Schweden                                     | 1721             | Zarentum Russland |      |
| Sundsvall         | Schweden                                     | 1721             | Zarentum Russland |      |
| Härnösand         | Schweden                                     | 1721             | Zarentum Russland |      |
| Piteå             | Schweden                                     | 1721             | Zarentum Russland |      |